# Colombo S.53
Il Colombo S.53 era un motore aeronautico 4 cilindri in linea raffreddato ad aria, progettato dall'azienda italiana Officine Meccaniche Colombo di Milano alla fine degli anni venti e prodotto, oltre che dalla stessa, anche dall'Alfa Romeo Milano fino agli anni trenta.
Destinato a velivoli leggeri venne utilizzato da alcuni modelli italiani dell'epoca.

## Storia

### Sviluppo
Nella seconda parte degli anni venti il Ministero dell'aeronautica emise una specifica per la fornitura di un nuovo motore aeronautico compatto destinato ad equipaggiare velivoli leggeri. Tra le caratteristiche richieste la configurazione a quattro cilindri in linea ed il raffreddamento ad aria atte a garantire costi limitati nella gestione e nella manutenzione.
L'azienda meccanica Colombo venne fondata per rispondere al bando di concorso presentando il suo primo modello, designato S.53, che aveva studiato un motore dagli ingombri e peso particolarmente ridotti e, grazie alla semplicità nell'architettura, atto ad essere gestito direttamente dal pilota del velivolo in esso utilizzato.
Dopo l'acquisizione della Colombo, l'Alfa Romeo Milano continuò a produrlo per alcuni anni.

## Descrizione tecnica
L'S.53 proponeva una impostazione classica per l'epoca, a 4 cilindri in linea separati tra loro raffreddato ad aria a presa diretta sul mozzo dell'elica.
Il basamento, realizzato in lega di alluminio al magnesio in due gusci avvitati tra loro in corrispondenza della linea mediana, integrava l'albero a gomiti che ruotava su 5 supporti di banco dotati di bronzine in metallo bianco, collegato alle quattro manovelle e relativi pistoni, e che alimentava i meccanismi collegati alla distribuzione.
I cilindri, singoli ed avvitati sulla parte superiore del basamento, erano realizzati in acciaio con pacco radiante lamellare e dotati superiormente di una singola testa per cilindro in alluminio.
La distribuzione era a valvole in testa laterale, ad aste e bilancieri giacenti sullo stesso piano sulla parte destra rispetto all'asse, con le due valvole per ogni cilindro, d'aspirazione e di scarico, comandate tramite aste tubolari.

## Velivoli utilizzatori
Italia
- Breda Ba.15S
- CANT 26 [2]
- Caproni Ca.100 (serie limitata)